# Ellen Kushner

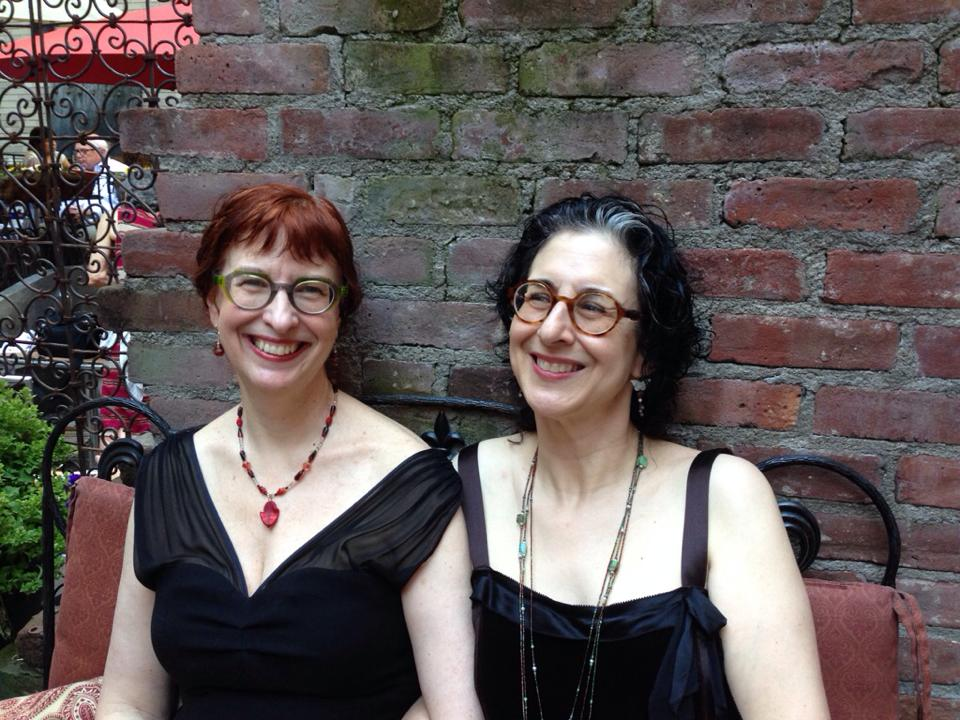
Delia Sherman (l.) and Ellen Kushner.

Ellen Kushner (nacida el 6 de octubre de 1955) es una escritora de Estados Unidos de novela de fantasía. Desde 1996 hasta 2010 fue la presentadora del programa de radio Sound & Spirit, producido por la WGB] en Boston y distribuido por Public Radio International.

## Trasfondo y vida personal
Ellen Kushner nació en Washington D. C. y creció en Cleveland, Ohio. Asistió al Bryn Mawr College y se graduó en el Barnard College. Actualmente vive en Nueva York con su esposa y ocasional colaboradora, Delia Sherman. Se casaron en 1996. y se casaron legalmente en Boston en 2004. Ellen Kushner se considera bisexual.

## Carrera literaria
Los primeros libros de Ellen Kushner fueron cinco librojuegos. Durante ese período publicó su primera novela, A punta de espada (Swordpoint) en 1987. En 2006 publicó El privilegio de la espada, una secuela. La caída de los reyes (2002) (escrita con Delia Sherman) está ambientada cuarenta años después de A punta de espada. Los tres libros son considerados novelas de "fantasía costumbrista" y están ambientados en una imaginaria capital y su distrito de la Ribera, donde los espadachines locales son contratados por las pudientes clases altas.
Entre 2011 y 2014 se publicaron versiones de audiolibro de las tres novelas con el sello de Neil Gaiman Presents. La adaptación de 'Swordspoint ganó el premio Audie de 2013 al mejor drama, un premio Earphones Award de AudoFile Magazine, y el premio de Oro a la Excelencia Communicator (2013) La adaptación de  The Fall of the Kings ganó el premio Wilbur (2014)
La segunda novela de Kushner, "Thomas the Rhymer", ganó el premio World Fantasy y el Mythopoeic Award en 1991. También ha publicado historias cortas y poesía en diversas antologías fantásticas.
En 2002, publicó un CD de su historia The Golden Dreydl: A Klezmer Nutcracker, que utiliza música de El cascanueces" de Piotr Tchaikovsky para contar una historia de Hanukkah. La música del CD es interpretada por la Shirim Klezmer Orchestra. The Golden Dreydl ganó un premio Gracie de la American Women in Radio and Television. Una versión teatral de The Golden Dreydl fue interpretada en 2008 y 2009 en el Vital Theater de Nueva York, con guion escrito por Kushner (que interpretó al personaje de "Tante Miriam" en la producción de 2008) y dirigida por Linda Ames Key.
En 2007, Kushner, junto con Elizabeth Schwartz y Yale Strom, escribió el guion del audiodrama musical The Witches of Lublin para la radio pública. Se basó en la historia de las mujeres judías que eran músicas klezmer en Europa durante el siglo XVIII. "The Witches of Lublin" se emitió en emisoras de radio de los Estados Unidos en el año 2011 con interpretaciones de Tovah Feldshuh y Simon Jones. It won the 2012 Wilbur Award for Best Single Program, Radio; the 2012 Grace Allen Award for Best Director, and the 2012 Gabriel Award: Arts, Local Release, Radio.
En el año 2011 coeditó con Holly Black Welcolme to Bordertown, una antología de nuevas historias de Terri Windling. En una adaptación de audiolibro Neil Gaiman leyó su propia obra.
Con Delia Sherman y otros, Ellen Kushner participa activamente el movimiento del arte intergenérico. Es cofundadora y fue presidenta del  Interstitial Arts Foundation.
En el año 2015, Ellen Kushner creó Tremontaine, una precuela serializada de A punta de espada, para la plataforma Serial Box.  La serie duró cuatro temporadas.
También es miembro del Endicott Studio, y ha dado clases y seminarios en el programa de Hollins University's MFA; el Odyssey Writing Workshop; y el Clarion Writers' Workshop.

## Novelas publicadas

### Librojuegos
- 47. Outlaws of Sherwood Forest (agosto, 1985)
- 56. The Enchanted Kingdom (mayo, 1986)
- 58. Statue of Liberty Adventure (julio, 1986)
- 63. Mystery of the Secret Room (diciembre, 1986)
- 86. Knights of the Round Table (diciembre, 1988)

### Saga de la Ribera
- Swordspoint  (A punta de espada) (1987)
- The Fall of the Kings (La caída de los reyes) (con Delia Sherman) (2002)
- The Privilege of the Sword (El privilegio de la espada) (2006)
- The Man with the Knives  (2010)

### Otras novelas
- Thomas the Rhymer (1990)
- St. Nicholas and the Valley Beyond the World's Edge (1994)

### Colaboraciones
- Basilisk (1980)
- The Horns of Elfland (con Delia Sherman y Donald G. Keller) (1997)
- Welcome to Bordertown (New Stories and Poems of the Borderlands) (con Holly Black) (2011)